# Bandung (Pecalungan)
Bandung is een bestuurslaag in het regentschap Batang van de provincie Midden-Java, Indonesië. Bandung telt 2149 inwoners (volkstelling 2010).